# Kardinalräka
Kardinalräka (Caridina dennerli) är en liten äkta räka som förekommer i Indonesien och som blir cirka 2–2.5 centimeter lång. Den har fått sitt vetenskapliga namn från den tyska firman Dennerle, som finansierade expeditionen då arten upptäcktes. Kardinaler är relativt skygga, men trivs bäst i grupp.

## Fortplantning
Kardinalräkan fortplantar sig helt i sötvatten. Rommen kan, trots att kornen är stora i förhållande till räkan, vara svår att se. 
Ynglen är skygga. De klarar sig på samma foder som vuxna kardinalräkor.

## Föda
Kardinalräkorna tros vara detritusätare. Detta innebär att de plockar foder i små portioner, men ofta. Störs de när de äter tar de ofta skydd.

## Könsbestämning
Ynglen är svåra att könsbestämma. Fullvuxna honor är dock större än hanarna, och har en djupare sköld på ryggen.

## Naturlig miljö
I naturen hittas den bland stenar och klippor, från grunt vatten ned till 10 meters djup. 
Kardinalräkan är endemisk för Matanosjön, som är extremt näringsfattig. Detta har tvingat kardinalräkan att bli ultraoligotrofisk.